# Richard Laurence Millington Synge
Richard Laurence Millington Synge (Liverpool, 28 de outubro de 1914 — Norwich, 18 de agosto de 1994) foi um químico britânico.
Conjuntamente com Archer John Porter Martin, foi agraciado com o Nobel de Química de 1952, pela invenção da cromatografia de partição gás - líquido.